# Coupe Sels 2015
La 89e édition de la Coupe Sels a eu lieu le 30 août 2015. La course fait partie du calendrier UCI Europe Tour 2015 en catégorie 1.1.

## Présentation

### Équipes
Classé en catégorie 1.1 de l'UCI Europe Tour, la Coupe Sels est par conséquent ouverte aux UCI WorldTeams dans la limite de 50 % des équipes participantes, aux équipes continentales professionnelles, aux équipes continentales et aux équipes nationales.
| Équipes continentales professionnelles (5)- Topsport Vlaanderen-Baloise - Wanty-Groupe Gobert - Bora-Argon 18 - Roompot Oranje Peloton - RusVelo Équipes continentales (16)- Cibel - Start-Massi - Ringeriks-Kraft - Differdange-Losch - Kuota-Lotto - Metec-TKH-Mantel - Colba-Superano Ham - Vastgoedservice-Golden Palace - Veranclassic-Ekoï - Verandas Willems - Wallonie-Bruxelles - An Post-ChainReaction - Bike Aid - CCT-Champion System - Jo Piels - Join-S-De Rijke |
| |

### Règlement de la course

#### Primes
Les vingt prix sont attribués suivant le barème de l'UCI,. Le total général des prix distribués est de 14 477 €.
| Position | 1er     | 2e      | 3e      | 4e    | 5e    | 6e    | 7e    | 8e    | 9e    | 10e à 20e |
| Prix     | 5 785 € | 2 895 € | 1 445 € | 715 € | 580 € | 433 € | 433 € | 287 € | 287 € | 147 €     |

## Classements

### Classement final
| Classement final | Classement final | Classement final | Classement final              | Classement final   |
|                  | Coureur          | Pays             | Équipe                        | Temps              |
| ---------------- | ---------------- | ---------------- | ----------------------------- | ------------------ |
| 1er              | Robin Stenuit    | Belgique         | Wanty-Groupe Gobert           | en 4 h 46 min 39 s |
| 2e               | Oliver Naesen    | Belgique         | Topsport Vlaanderen-Baloise   | m.t                |
| 3e               | Tim Merlier      | Belgique         | Vastgoedservice-Golden Palace | 4 s                |
| 4e               | Tim Ariesen      | Pays-Bas         | Jo Piels                      | 4 s                |
| 5e               | Kevyn Ista       | Belgique         | Wallonie-Bruxelles            | 4 s                |
| 6e               | Ralf Matzka      | Allemagne        | Bora-Argon 18                 | 4 s                |
| 7e               | Jelle Wallays    | Belgique         | Topsport Vlaanderen-Baloise   | 4 s                |
| 8e               | Gorik Gardeyn    | Belgique         | Veranclassic-Ekoï             | 13 s               |
| 9e               | Edward Theuns    | Belgique         | Topsport Vlaanderen-Baloise   | 16 s               |
| 10e              | Joeri Stallaert  | Belgique         | Cibel                         | 16 s               |
| modifier         |                  |                  |                               |                    |

### UCI Europe Tour
Cette Coupe Sels attribue des points pour l'UCI Europe Tour 2015, par équipes seulement aux coureurs des équipes continentales professionnelles et continentales, individuellement à tous les coureurs sauf ceux faisant partie d'une équipe ayant un label WorldTeam.
| Position,          | 1er | 2e | 3e | 4e | 5e | 6e | 7e | 8e | 9e | 10e | 11e | 12e |
| Classement général | 80  | 56 | 32 | 24 | 20 | 16 | 12 | 8  | 7  | 6   | 5   | 3   |

## Liste des participants
Liste des engagés
| Légende | Légende                                                                    | Légende | Légende                                                    |
| ------- | -------------------------------------------------------------------------- | ------- | ---------------------------------------------------------- |
| Num     | Dossard de départ porté par le coureur sur Coupe Sels                      | Pos     | Position à l'arrivée de la course                          |
|         | Indique un maillot de champion national ou mondial, suivi de sa spécialité | NP      | Indique un coureur qui n'a pas pris le départ de la course |
| AB      | Indique un coureur qui n'a pas terminé la course                           | HD      | Indique un coureur qui a terminé la course hors des délais |

| Topsport Vlaanderen-Baloise TSV       | Topsport Vlaanderen-Baloise TSV | Topsport Vlaanderen-Baloise TSV |
| ------------------------------------- | ------------------------------- | ------------------------------- |
| Num                                   | Coureur                         | Pos                             |
| 1                                     | Preben Van Hecke (BEL) (Route)  | e                               |
| 2                                     | Tim Declercq (BEL)              | e                               |
| 3                                     | Oliver Naesen (BEL)             | e                               |
| 4                                     | Gijs Van Hoecke (BEL)           | e                               |
| 5                                     | Stijn Steels (BEL)              | e                               |
| 6                                     | Edward Theuns (BEL)             | e                               |
| 7                                     | Pieter Jacobs (BEL)             | e                               |
| 8                                     | Jelle Wallays (BEL)             | e                               |
| Directeur sportif : Walter Planckaert |                                 |                                 |

| Wanty-Groupe Gobert WGG            | Wanty-Groupe Gobert WGG   | Wanty-Groupe Gobert WGG |
| ---------------------------------- | ------------------------- | ----------------------- |
| Num                                | Coureur                   | Pos                     |
| 11                                 | Kevin Callebaut (BEL)     | e                       |
| 12                                 | Tim De Troyer (BEL)       | e                       |
| 13                                 | Tom Devriendt (BEL)       | e                       |
| 14                                 | Jan Ghyselinck (BEL)      | e                       |
| 15                                 | Robin Stenuit (BEL)       | e                       |
| 16                                 | Fréderique Robert (BEL)   | e                       |
| 17                                 | Lander Seynaeve (BEL)     | e                       |
| 18                                 | James Vanlandschoot (BEL) | e                       |
| Directeur sportif : Steven De Neef |                           |                         |

| Bora-Argon 18 BOA                    | Bora-Argon 18 BOA         | Bora-Argon 18 BOA |
| ------------------------------------ | ------------------------- | ----------------- |
| Num                                  | Coureur                   | Pos               |
| 21                                   |                           |                   |
| 22                                   | Zakkari Dempster (AUS)    | e                 |
| 23                                   | Bartosz Huzarski (POL)    | e                 |
| 24                                   | Ralf Matzka (GER)         | e                 |
| 25                                   | Lukas Pöstlberger (AUT)   | e                 |
| 26                                   | Andreas Schillinger (GER) | e                 |
| 27                                   | Daniel Schorn (AUT)       | e                 |
| 28                                   | Michael Schwarzmann (GER) | e                 |
| Directeur sportif : Steffen Radochla |                           |                   |

| Roompot Oranje Peloton ROP          | Roompot Oranje Peloton ROP | Roompot Oranje Peloton ROP |
| ----------------------------------- | -------------------------- | -------------------------- |
| Num                                 | Coureur                    | Pos                        |
| 31                                  | Dylan Groenewegen (NED)    | e                          |
| 32                                  | Maurits Lammertink (NED)   | e                          |
| 33                                  | Huub Duyn (NED)            | e                          |
| 34                                  | Reinier Honig (NED)        | e                          |
| 35                                  | Johnny Hoogerland (NED)    | e                          |
| 36                                  | Michel Kreder (NED)        | e                          |
| 37                                  | Raymond Kreder (NED)       | e                          |
| 38                                  | Wesley Kreder (NED)        | e                          |
| Directeur sportif : Michael Boogerd |                            |                            |

| RusVelo RVL                        | RusVelo RVL               | RusVelo RVL |
| ---------------------------------- | ------------------------- | ----------- |
| Num                                | Coureur                   | Pos         |
| 41                                 | Ivan Balykin (RUS)        | e           |
| 42                                 | Igor Boev (RUS)           | e           |
| 43                                 | Sergey Firsanov (RUS)     | e           |
| 44                                 | Roman Maikin (RUS)        | e           |
| 45                                 | Sergey Nikolaev (RUS)     | e           |
| 46                                 | Kirill Pozdnyakov (RUS)   | e           |
| 47                                 | Artem Ovechkin (RUS)      | e           |
| 48                                 | Andrey Solomennikov (RUS) | e           |
| Directeur sportif : Serhiy Honchar |                           |             |

| Cibel CIB                             | Cibel CIB                   | Cibel CIB |
| ------------------------------------- | --------------------------- | --------- |
| Num                                   | Coureur                     | Pos       |
| 51                                    | Kevin De Jonghe (BEL)       | e         |
| 52                                    | Lawrence Naesen (BEL)       | e         |
| 53                                    | Thomas Gibbons (USA)        | e         |
| 54                                    | Joeri Stallaert (BEL)       | e         |
| 55                                    | Niels Van Dorsselaer (BEL)  | e         |
| 56                                    | Jori Van Steenberghen (BEL) | e         |
| 57                                    | Jens Geerinck (BEL)         | e         |
| 58                                    | Benjamin Verraes (BEL)      | e         |
| Directeur sportif : Edwin Van Petegem |                             |           |

| Superano Ham-Isorex CSH           | Superano Ham-Isorex CSH   | Superano Ham-Isorex CSH |
| --------------------------------- | ------------------------- | ----------------------- |
| Num                               | Coureur                   | Pos                     |
| 61                                | Glenn Van De Maele (BEL)  | e                       |
| 62                                | Jeroen Goeleven (BEL)     | e                       |
| 63                                | Kevin Suarez (BEL)        | e                       |
| 64                                | Nick van der Meer (NED)   | e                       |
| 65                                | Quincy Vens (BEL)         | e                       |
| 66                                | Egidijus Juodvalkis (LTU) | e                       |
| 67                                | Aron Kremer (NED)         | e                       |
| 68                                | Jelle Mannaerts (BEL)     | e                       |
| Directeur sportif : Peter Bauwens |                           |                         |

| Vastgoedservice-Golden Palace VGS  | Vastgoedservice-Golden Palace VGS | Vastgoedservice-Golden Palace VGS |
| ---------------------------------- | --------------------------------- | --------------------------------- |
| Num                                | Coureur                           | Pos                               |
| 71                                 | Kurt Geysen (BEL)                 | e                                 |
| 72                                 | Alexander Geuens (BEL)            | e                                 |
| 73                                 | Tim Merlier (BEL)                 | e                                 |
| 74                                 | Sander Cordeel (BEL)              | e                                 |
| 75                                 | Timothy Stevens (BEL)             | e                                 |
| 76                                 | Wout van Aert (BEL)               | e                                 |
| 77                                 | Jordi Van Dingenen (BEL)          | e                                 |
| 78                                 | Alphonse Vermote (BEL)            | e                                 |
| Directeur sportif : Kevin Hulsmans |                                   |                                   |

| Veranclassic-Ekoï VER               | Veranclassic-Ekoï VER       | Veranclassic-Ekoï VER |
| ----------------------------------- | --------------------------- | --------------------- |
| Num                                 | Coureur                     | Pos                   |
| 81                                  | Robbe Casier (BEL)          | e                     |
| 82                                  | Niels De Rooze (BEL)        | e                     |
| 83                                  | Martial Roman (FRA)         | e                     |
| 84                                  | Paul-Mikaël Menthéour (FRA) | e                     |
| 85                                  | Gorik Gardeyn (BEL)         | e                     |
| 86                                  | Justin Jules (FRA)          | e                     |
| 87                                  | Waile Kahkahy (MAR)         | e                     |
| 88                                  | Antoine Leleu (BEL)         | e                     |
| Directeur sportif : Willy Teirlinck |                             |                       |

| Verandas Willems WIL                  | Verandas Willems WIL    | Verandas Willems WIL |
| ------------------------------------- | ----------------------- | -------------------- |
| Num                                   | Coureur                 | Pos                  |
| 91                                    | Dimitri Claeys (BEL)    | e                    |
| 92                                    | Joren Touquet (BEL)     | e                    |
| 93                                    | Jérôme Kerf (BEL)       | e                    |
| 94                                    | Daan Myngheer (BEL)     | e                    |
| 95                                    | Stef Van Zummeren (BEL) | e                    |
| 96                                    |                         |                      |
| 97                                    | Sten Van Gucht (BEL)    | e                    |
| 98                                    | Emiel Wastyn (BEL)      | e                    |
| Directeur sportif : Gautier De Winter |                         |                      |

| Wallonie-Bruxelles WBC                | Wallonie-Bruxelles WBC   | Wallonie-Bruxelles WBC |
| ------------------------------------- | ------------------------ | ---------------------- |
| Num                                   | Coureur                  | Pos                    |
| 101                                   | Olivier Chevalier (BEL)  | e                      |
| 102                                   | Sébastien Delfosse (BEL) | e                      |
| 103                                   | Antoine Demoitié (BEL)   | e                      |
| 104                                   | Tom Dernies (BEL)        | e                      |
| 105                                   | Ludwig De Winter (BEL)   | e                      |
| 106                                   | Grégory Habeaux (BEL)    | e                      |
| 107                                   | Kevyn Ista (BEL)         | e                      |
| 108                                   | Loïc Pestiaux (BEL)      | e                      |
| Directeur sportif : Christophe Brandt |                          |                        |

| An Post-ChainReaction SKT         | An Post-ChainReaction SKT   | An Post-ChainReaction SKT |
| --------------------------------- | --------------------------- | ------------------------- |
| Num                               | Coureur                     | Pos                       |
| 111                               | Jack Wilson (IRL)           | e                         |
| 112                               | Aaron Gate (NZL)            | e                         |
| 113                               | Aidis Kruopis (LTU) (Route) | e                         |
| 114                               | Alexander Maes (BEL)        | e                         |
| 115                               | Ryan Mullen (IRL)           | e                         |
| 116                               | Xandro Meurisse (BEL)       | e                         |
| 117                               | Paulius Šiškevičius (LTU)   | e                         |
| 118                               | Alistair Slater (GBR)       | e                         |
| Directeur sportif : Niko Eeckhout |                             |                           |

| Bike Aid BAI                      | Bike Aid BAI              | Bike Aid BAI |
| --------------------------------- | ------------------------- | ------------ |
| Num                               | Coureur                   | Pos          |
| 121                               | Joschka Beck (GER)        | e            |
| 122                               | Kyle Buckosky (CAN)       | e            |
| 123                               | Maarten de Jonge (NED)    | e            |
| 124                               | Patrick Lechner (GER)     | e            |
| 125                               | Nikodemus Holler (GER)    | e            |
| 126                               | Yannick Mayer (GER)       | e            |
| 127                               | Christoph Schweizer (GER) | e            |
| 128                               | Timo Schafer (GER)        | e            |
| Directeur sportif : Lutz Drehkopf |                           |              |

| CCT-Champion System CCT         | CCT-Champion System CCT | CCT-Champion System CCT |
| ------------------------------- | ----------------------- | ----------------------- |
| Num                             | Coureur                 | Pos                     |
| 131                             | Darijus Džervus (LTU)   | e                       |
| 132                             | Jesse Geerts (BEL)      | e                       |
| 133                             | Yūma Koishi (JPN)       | e                       |
| 134                             | Joshua Haggerty (NZL)   | e                       |
| 135                             | Seppe Verschuere (BEL)  | e                       |
| 136                             | Michael Vink (NZL)      | e                       |
| 137                             | Tanzō Tokuda (JPN)      | e                       |
| 138                             | Matthew Zenovich (NZL)  | e                       |
| Directeur sportif : Walter Maes |                         |                         |

| Jo Piels CJP                        | Jo Piels CJP               | Jo Piels CJP |
| ----------------------------------- | -------------------------- | ------------ |
| Num                                 | Coureur                    | Pos          |
| 141                                 | Tim Ariesen (NED)          | e            |
| 142                                 | Twan Brusselman (NED)      | e            |
| 143                                 | Adriaan Janssen (NED)      | e            |
| 144                                 | Twan van den Brand (NED)   | e            |
| 145                                 | Patrick van Leeuwen (NED)  | e            |
| 146                                 | Sven van Luijk (NED)       | e            |
| 147                                 | Patrick van der Duin (NED) | e            |
| 148                                 | Jeff Vermeulen (NED)       | e            |
| Directeur sportif : Sjaak van Hooft |                            |              |

| Join-S-De Rijke RIJ                  | Join-S-De Rijke RIJ      | Join-S-De Rijke RIJ |
| ------------------------------------ | ------------------------ | ------------------- |
| Num                                  | Coureur                  | Pos                 |
| 151                                  | Jetse Bol (NED)          | e                   |
| 152                                  | Matthijs Eversdijk (NED) | e                   |
| 153                                  | Daan Meijers (NED)       | e                   |
| 154                                  | Jordi Talen (NED)        | e                   |
| 155                                  | Taco van der Hoorn (NED) | e                   |
| 156                                  | Ronan van Zandbeek (NED) | e                   |
| 157                                  | Wouter Mol (NED)         | e                   |
| 158                                  | Coen Vermeltfoort (NED)  | e                   |
| Directeur sportif : Bennie Lambregts |                          |                     |

| Metec-TKH-Mantel MET               | Metec-TKH-Mantel MET     | Metec-TKH-Mantel MET |
| ---------------------------------- | ------------------------ | -------------------- |
| Num                                | Coureur                  | Pos                  |
| 161                                | Remco te Brake (NED)     | e                    |
| 162                                | Niels Goeree (NED)       | e                    |
| 163                                | Dries Hollanders (BEL)   | e                    |
| 164                                | Sjoerd Kouwenhoven (NED) | e                    |
| 165                                | Milan Veltman (NED)      | e                    |
| 166                                | Jelle Wolsink (NED)      | e                    |
| 167                                | Oscar Riesebeek (NED)    | e                    |
| 168                                | Arno van der Zwet (NED)  | e                    |
| Directeur sportif : Matthijs Delen |                          |                      |

| Kuota-Lotto TKG                  | Kuota-Lotto TKG            | Kuota-Lotto TKG |
| -------------------------------- | -------------------------- | --------------- |
| Num                              | Coureur                    | Pos             |
| 171                              | Andre Benoit (GER)         | e               |
| 172                              | Dario Rapps (GER)          | e               |
| 173                              | Frederik Dombrowski (GER)  | e               |
| 174                              | Felix Drumm (GER)          | e               |
| 175                              | Andreas Fliessgarten (GER) | e               |
| 176                              | Richard Weinzheimer (GER)  | e               |
| 177                              | Marcel Meisen (GER)        | e               |
| 178                              | Robert Retschke (GER)      | e               |
| Directeur sportif : Udo Edlinger |                            |                 |

| Differdange-Losch CCD                | Differdange-Losch CCD   | Differdange-Losch CCD |
| ------------------------------------ | ----------------------- | --------------------- |
| Num                                  | Coureur                 | Pos                   |
| 181                                  | Johan Coenen (BEL)      | e                     |
| 182                                  | Krisztián Lovassy (HUN) | e                     |
| 183                                  | Cédric Raymackers (BEL) | e                     |
| 184                                  | Jānis Dakteris (LAT)    | e                     |
| 185                                  | Thomas Deruette (BEL)   | e                     |
| 186                                  | Gediminas Kaupas (LTU)  | e                     |
| 187                                  | Manuel Stocker (SUI)    | e                     |
| 188                                  | Tom Thill (LUX)         | e                     |
| Directeur sportif : Francis Da Silva |                         |                       |

| Ringeriks-Kraft KRA                | Ringeriks-Kraft KRA     | Ringeriks-Kraft KRA |
| ---------------------------------- | ----------------------- | ------------------- |
| Num                                | Coureur                 | Pos                 |
| 191                                | Erik Nyqvist (SWE)      | e                   |
| 192                                | Ole Forfang (NOR)       | e                   |
| 193                                | Christer Jensen (NOR)   | e                   |
| 194                                | Njål Kleiven (NOR)      | e                   |
| 195                                | Syver Wærsted (NOR)     | e                   |
| 196                                | Max Emil Kørner (NOR)   | e                   |
| 197                                | Petter Theodorsen (NOR) | e                   |
| 198                                | Torstein Træen (NOR)    | e                   |
| Directeur sportif : Leonard Snoeks |                         |                     |

| Start-Massi STF                     | Start-Massi STF        | Start-Massi STF |
| ----------------------------------- | ---------------------- | --------------- |
| Num                                 | Coureur                | Pos             |
| 201                                 | Rubén Caseny (ESP)     | e               |
| 202                                 | Axel Costa (ESP)       | e               |
| 203                                 | Christoph Danner (GER) | e               |
| 204                                 | Žolt Der (HUN)         | e               |
| 205                                 | Andreas Keuser (GER)   | e               |
| 206                                 | Daniel Quicibal (GUA)  | e               |
| 207                                 | Marc Vilanova (ESP)    | e               |
| 208                                 |                        |                 |
| Directeur sportif : Mauricio Frazer |                        |                 |